# Larry Carrière
Lawrence Robert Carrière (né le 30 janvier 1952 à Montréal, dans la province de Québec au Canada) est un joueur professionnel de hockey sur glace retraité qui évoluait en position de défenseur.
Sélectionné par les Sabres de Buffalo en deuxième ronde du repêchage amateur 1972 de la Ligue nationale de hockey (LNH), il dispute 347 parties en LNH entre 1972 et 1980 sous les couleurs de Buffalo, des Flames d'Atlanta, des Canucks de Vancouver, des Kings de Los Angeles et des Maple Leafs de Toronto.
Directeur général adjoint des Sabres de 1995 à 2004, il occupe une position similaire pour les Canadiens de Montréal à partir de l'été 2010. En décembre 2011, il en devient l'un des entraîneur-assistant. En juin 2017, il est nommé au poste de directeur général de l'équipe affiliée des Canadiens dans la Ligue américaine de hockey.

## Biographie

### Carrière de joueur
Larry Carrière commence sa carrière en 1969 dans le circuit universitaire canadien avec l'équipe de hockey du Collège Loyola de Montréal. Chaque année, il est nommé dans l'une des équipes d'étoiles de la Fédération québécoise du sport étudiant. En 1972, il est désigné athlète de l'année de Loyola et participe à l'Universiade d'hiver de Lake Placid, aux États-Unis, où il remporte une médaille d'argent,.
Cette même année, Carrière est sélectionné par les Sabres de Buffalo en deuxième ronde — 25e choix au total — du repêchage amateur de la Ligue nationale de hockey (LNH). Il commence la saison 1972-1973 avec les Sabres avant d'être envoyé dans leur club-école, les Swords de Cincinnati de la Ligue américaine de hockey (LAH), à la suite d'une blessure. Après de bonnes prestations durant 30 parties en LAH, il profite des blessures de Jim Schoenfeld et de Mike Robitaille pour retourner dans l'effectif de Buffalo et finit l'année en LNH,. Il dispute les deux années suivantes entièrement avec les Sabres et prend part aux séries éliminatoires 1975 qui voient la franchise atteindre sa première finale de la Coupe Stanley. L'équipe du nord de l'état de New York doit cependant s'incliner face aux tenants du titre, les Flyers de Philadelphie, quatre victoires à deux.
Précédent la saison 1975-1976, Carrière est échangé avec le choix de première ronde des Sabres du repêchage 1976 aux Flames d'Atlanta en retour de Jacques Richard. Il est de nouveau échangé en décembre 1976 aux Canucks de Vancouver. Il ne reste dans l'Ouest canadien qu'un peu moins d'un an avant d'être envoyé cette fois-ci aux Kings de Los Angeles. Après un cours passage en Californie, Carrière passe le reste de la saison 1977-1978 avec les Indians de Springfield de la LAH, une équipe affiliée aux Kings. Souhaitant mettre fin à sa carrière, il convainc la franchise californienne de le placer en ballotage. Cependant, les Sabres lui propose un contrat et, malgré les protestations des Kings, il finit l'année avec Buffalo avant de se retirer. Dix-huit mois plus tard, Carrière accepte une proposition de Punch Imlach, son ancien entraîneur avec les Sabres désormais à la tête des Maple Leafs de Toronto, et revient en LNH le temps de quatre parties de fin de saison pour combler les absences de plusieurs joueurs de Toronto avant de se retirer définitivement,.

### Après-carrière
Après s'être retiré en 1978, Carrière travaille à Toronto pour les Brasseries Molson. Suivant son second retrait, il devient vice-président d'une compagnie de fourniture médicales. En 1983, il retourne dans le monde du hockey et devient recruteur amateur pour les Sabres. Nommé directeur du développement des joueurs en 1993, il est promu directeur général adjoint de Buffalo en 1995, une position qu'il conserve jusqu'en 2004. En 1997, il est directeur général par intérim de la franchise. Entre 2004 et 2010, Carrière est l'un des recruteurs professionnels des Capitals de Washington. Le 16 juillet 2010, il est nommé directeur général adjoint des Canadiens de Montréal,. Le 17 décembre 2011, il en devient l'entraîneur-assistant auprès de Randy Cunneyworth. Le 29 juin 2017, il est nommé au poste de directeur général du Rocket de Laval, l'équipe affiliée des Canadiens dans la Ligue américaine de hockey.

### Vie privée
Larry Carrière possède un baccalauréat en commerce et une majeure en administration des affaires, obtenus au Collège Loyola en 1972, ainsi qu'un diplôme en gestion des affaires passé à l’Université du Michigan en 1981.
Carrière et sa femme Sue ont deux enfants, Nicholas et Stephanie.

## Statistiques
| Saison     | Équipe                 | Ligue      |     | Saison régulière | Saison régulière | Saison régulière | Saison régulière | Saison régulière |   | Séries éliminatoires | Séries éliminatoires | Séries éliminatoires | Séries éliminatoires | Séries éliminatoires |
| Saison     | Équipe                 | Ligue      | PJ  | B                | A                | Pts              | Pun              | PJ               | B | A                    | Pts                  | Pun                  |                      |                      |
| 1969-1970  | Collège Loyola         | CIAU       | 32  | 10               | 34               | 44               |                  |                  |   |                      |                      |                      |                      |                      |
| 1970-1971  | Collège Loyola         | CIAU       | 27  | 8                | 24               | 32               | 72               |                  |   |                      |                      |                      |                      |                      |
| 1971-1972  | Collège Loyola         | CIAU       | 32  | 20               | 29               | 49               | 69               |                  |   |                      |                      |                      |                      |                      |
| 1972-1973  | Sabres de Buffalo      | LNH        | 40  | 2                | 8                | 10               | 52               | 6                | 0 | 1                    | 1                    | 8                    |                      |                      |
| 1972-1973  | Swords de Cincinnati   | LAH        | 30  | 7                | 11               | 18               | 54               |                  |   |                      |                      |                      |                      |                      |
| 1973-1974  | Sabres de Buffalo      | LNH        | 78  | 6                | 24               | 30               | 103              |                  |   |                      |                      |                      |                      |                      |
| 1974-1975  | Sabres de Buffalo      | LNH        | 80  | 1                | 11               | 12               | 111              | 17               | 0 | 2                    | 2                    | 32                   |                      |                      |
| 1975-1976  | Flames d'Atlanta       | LNH        | 75  | 4                | 15               | 19               | 96               | 2                | 0 | 0                    | 0                    | 2                    |                      |                      |
| 1976-1977  | Flames d'Atlanta       | LNH        | 25  | 2                | 3                | 5                | 16               |                  |   |                      |                      |                      |                      |                      |
| 1976-1977  | Canucks de Vancouver   | LNH        | 49  | 1                | 9                | 10               | 55               |                  |   |                      |                      |                      |                      |                      |
| 1977-1978  | Canucks de Vancouver   | LNH        | 7   | 0                | 3                | 3                | 11               |                  |   |                      |                      |                      |                      |                      |
| 1977-1978  | Oilers de Tulsa        | LCH        | 6   | 0                | 1                | 1                | 12               |                  |   |                      |                      |                      |                      |                      |
| 1977-1978  | Kings de Los Angeles   | LNH        | 2   | 0                | 0                | 0                | 0                |                  |   |                      |                      |                      |                      |                      |
| 1977-1978  | Indians de Springfield | LAH        | 40  | 2                | 14               | 16               | 33               |                  |   |                      |                      |                      |                      |                      |
| 1977-1978  | Sabres de Buffalo      | LNH        | 9   | 0                | 0                | 0                | 18               |                  |   |                      |                      |                      |                      |                      |
| 1979-1980  | Maple Leafs de Toronto | LNH        | 2   | 0                | 1                | 1                | 0                | 2                | 0 | 0                    | 0                    | 0                    |                      |                      |
| Totaux LNH | Totaux LNH             | Totaux LNH | 367 | 16               | 74               | 90               | 462              | 27               | 0 | 3                    | 3                    | 42                   |                      |                      |